# Шамолин, Михаил Валерьевич
Михаи́л Вале́рьевич Шамо́лин (род. 5 июля 1970, Москва, СССР) — российский топ-менеджер, президент и акционер Segezha Group (№ 1 по производству пиломатериалов в России), член совета директоров АФК «Система». Регулярно попадает в рейтинг ИД «КоммерсантЪ» высших руководителей.

## Биография и достижения
В 1992 году окончил МАДИ, в 1993 году — Российскую академию государственной службы. Учился в Wharton Business School финансам и управлению.

## Карьера
Пришёл в МТС в 2005 году на должность вице-президента по продажам и абонентскому обслуживанию, в 2006-м возглавил «МТС Россия», в 2008-м стал президентом МТС. За время, пока Шамолин возглавлял МТС, компания сохранила первое место по доходам в России среди сотовых операторов.
С 2011 года Шамолин — президент АФК «Система». Управлял трансформацией «Системы» в инвестиционную компанию. Шамолин упразднил деление АФК на две бизнес-единицы и перераспределил активы в инвестиционные портфели, каждый из которых возглавил портфельный управляющий. Реорганизация длилась около года, первая квартальная отчётность после смены бизнес-модели показала рост чистой прибыли холдинга в 2,3 раза.
В 2013 году фармацевтическое предприятие «Биннофарм», входящее в АФК «Система», объединилось с группой компаний «Алиум», производящей инфузионные и плазмозамещающие растворы. В состав фармацевтического бизнеса «Системы» вошли два крупных производственных комплекса и дистрибьюторские подразделения. По словам Шамолина, сделка позволила «Биннофарму» выйти в новые сегменты и усилить собственную дистрибуцию.
В октябре 2014 года АФК «Система» купила у Банка Москвы лесоперерабатывающие заводы «Сегежский ЦБК» и ООО «Деревообработка-Проект». В интервью «Ведомостям» Шамолин назвал сделку интересным приобретением. Позже эти предприятия стали основой для Segezha Group, которую возглавил Шамолин.
В 2015 году АФК «Система» продала 23,1 % акций ПАО «Детский мир» Российско-китайскому инвестиционному фонду (РКИФ) за 9,75 млрд руб. Комментируя продажу, Шамолин заявил, что инвестиции усилят конкурентные преимущества «Детского мира». В 2017 году АФК провела публичное размещение акций ГК «Детский мир» на Московской бирже. По итогам IPO «Система» привлекла 12,9 млрд руб., сохранив 52,1 % в капитале ритейлера, его капитализация составила почти 63 млрд руб. «Детский мир» стал единственным публичным российским ритейлером детских товаров. Шамолин сообщил, что мультипликатор к EBITDA составил 7,1, что сравнимо с мультипликаторами Х5 и «Лента».
В октябре 2015 года АФК «Система» приобрела 25,02 % акций группы компаний «Медси», увеличив долю до 100 %. По словам Шамолина, сделка позволит расширить сеть клиник и построить новые объекты.
В 2016 году АФК «Система» вышла с прибылью (по словам Шамолина) из проекта «СГ-транс», продав свою долю в крупнейшем в России собственнике подвижного состава для перевозки сжиженных углеводородных газов («Система» приобрела этот актив на приватизационном аукционе в 2012 году).
В 2016 году был создан венчурный фонд Sistema Venture Capital. Шамолин объяснил создание фонда тем, что инвестиционный процесс в «Системе» не подходил для венчурных инвестиций. Среди интересов фонда — интернет вещей, рекламные и финансовые технологии, торговые онлайн-площадки и онлайн-игры. Первая покупка фонда — 25 % сервиса распознавания лиц VisionLabs за 350 млн руб. Общий объём Sistema VC на момент создания — 10 млрд руб.
В 2016 году выручка АФК «Система» достигла 697,7 млрд руб., OIBDA — 183,7 млрд руб. (рост на 5,7 %). «Детский мир» и непубличные активы в совокупности обеспечили 15,2 % совокупной скорректированной OIBDA. При этом «Детский мир» и Segezha Group продемонстрировали рост выручки на 31 и 29 % соответственно. К тому же Шамолин отметил, что «Система» оптимизировала долговую нагрузку и увеличила выплаты акционерам.

## Segezha Group
В 2017 году Шамолин вышел из совета директоров МТС. В 2018 году ушёл с поста президента АФК «Система» на должность президента Segezha Group, одновременно став миноритарным акционером компании. По его словам, это было предложение самого Владимира Евтушенкова. Шамолин обозначил главной целью увеличение стоимости компании. В видеоинтервью порталу РБК в 2020 году Шамолин подтвердил, что акционер ставил задачу нарастить стоимость акционерного капитала компании к 2021—2022 году до 60 млрд рублей, и эта цель была достигнута в конце 2019 года.
В 2018 году на заводе в Сальске запущено производство бумажных пакетов и сумок. По словам Шамолина, компания начала работать в новом сегменте потребительской упаковки.
В апреле 2020 года Segezha Group объявила о намерении вложить 100 млн руб. в модернизацию бывшего финского лесозавода в Карелии в районе Костомукши. В мае 2021 года Segezha Group объявила о расширении производства фанеры на Вятском фанерном комбинате, в которое компания намерена вложить 6 млрд руб. В июне того же года Шамолин рассказал журналистам о старте реконструкции Лесосибирского ЛДК № 1 стоимостью 6,5 млрд руб.
В 2021 году завершена модернизация Сегежского ЦБК, в которую вложено 14,6 млрд рублей. По словам Шамолина, реконструкция избавила город от неприятного запаха, который присутствовал в Сегеже из-за предприятия.
В 2021 году впервые в России было запущено производство панелей из перекрестно клееной древесины (CLT). Производство размещено на заводе Segezha Group в Вологодской области. Из подобных панелей строят многоэтажные деревянные дома, самый высокий деревянный дом построен в Норвегии, в нём 18 этажей и 85 метров. По словам Шамолина, бум многоэтажного строительства из дерева скоро охватит и Россию. Как рассказал Шамолин СМИ, первым подобным проектом в России станет строительство в г. Сокол четырёхэтажного жилого здания из CLT-панелей для работников комбината.
При Шамолине Segezha Group стала первой компанией лесного сектора России, вышедшей на биржу. В видеоинтервью Forbes он объяснил такое решение необходимостью финансирования инвестиционной программы и агрессивного плана развития. В ходе IPO привлечено 30 млрд руб, free-float (доля акций, находящихся в свободном обращении) составила 24 %, общая стоимость Segezha Group составила 162,75 млрд руб., или 9,4 показателя OIBDA за 2020 год — этот мультипликатор выше, чем у НЛМК (5,7), «Норникеля» (5,6), Evraz (5,1) и «Северстали» (4,6). В интервью РБК Шамолин сказал, что по мультипликатору Segezha Group находится на уровне международных компаний — Mondi, UPM Paper, International Paper. По его словам, Segezha Group сумела убедить инвесторов в том, что российская компания ничем не хуже. Впоследствии Шамолин приобрёл на личные средства акций на 200 млн руб., доведя свою долю в компании до 3,48 %.
В ноябре 2021 года Segezha отчиталась о росте выручки в III квартале на 35 %, OIBDA — в два раза. В декабре того же года компания завершила сделку по покупке 24 лесопромышленных активов в Красноярском крае и Иркутской области, среди них — четыре деревообрабатывающих и один фанерный комбинат, а также речной флот из 98 судов. Сумма сделки — $515 млн. По словам Шамолина, благодаря сделке Segezha вышла на первое место в мире по запасам лесного сырья, а по объёмам переработки — на 7-8 место (и первое — в России).
По данным Шамолина, Segezha Group — углеродно-нейтральная компания, готовая продавать углеродные квоты.
В интервью «Коммерсанту» Шамолин назвал работу в Segezha Group «делом жизни».

## Интересные факты
За 13 лет 12 раз попадал в ежегодный рейтинг ИД «КоммерсантЪ» высших руководителей:
- в 2008,[34] 2009,[35] 2010,[36] 2011[37] годах — в категории «Связь» в качестве президента МТС;
- в 2012-м — в категории «Финансовый сектор» (первое место) в качестве президента АФК «Система»;[38]
- в 2014,[39] 2015,[40] 2016,[41] 2017[42] годах — в категории «Многопрофильные холдинги» (все годы — первое место) в качестве президента АФК «Система»;
- в 2018[43], 2019[44], 2020[45] годах— в категории «Лесная и лесоперерабатывающая промышленность» в качестве президента Segezha Group.

Регулярно присутствует в рейтинге российского Forbes самых дорогих менеджеров России, в 2011 году поднимался до третьего места.
В ноябре 2021 года вошёл в топ-10 менеджеров с самыми дорогими пакетами акций по версии Forbes.

## Увлечения и общественная деятельность
Допущен к управлению вертолётом и самолётом. В мае 2012 года завоевал золото в многоборье по высшему пилотажу во второй лиге чемпионата Москвы по самолётному спорту, в 2018 году занял третье место в классе Advanced.
Входит в попечительский совет благотворительного фонда «Система».